# 若松郵便局 (福岡県)
若松郵便局（わかまつゆうびんきょく）は、福岡県北九州市若松区にある郵便局。民営化前の分類では集配普通郵便局であった。

## 概要
住所：〒808-8799 福岡県北九州市若松区浜町1-11-1

## 沿革
- 1874年（明治7年）12月20日 - 若松郵便取扱所として開設[1]。
- 1875年（明治8年）1月1日 - 若松郵便局（五等）となる。
- 1885年（明治18年）7月10日 - 貯金取扱を開始。
- 1888年（明治21年）12月1日 - 為替取扱を開始。
- 1889年（明治22年）6月1日 - 若松郵便電信局となる。
- 1903年（明治36年）4月1日 - 通信官署官制の施行に伴い若松郵便局となる。
- 1953年（昭和28年）3月 - 局舎改築落成。
- 1956年（昭和31年）10月11日 - 電話通話および和文電報受付事務の取扱を開始[2]。
- 1974年（昭和49年）4月 - 局舎新築落成。
- 1998年（平成10年）9月1日 - 外国通貨の両替および旅行小切手の売買に関する業務取扱を開始。
- 2007年（平成19年）10月1日 - 民営化に伴い、併設された郵便事業若松支店に一部業務を移管。
- 2012年（平成24年）10月1日 - 日本郵便株式会社発足に伴い、郵便事業若松支店を若松郵便局に統合。

## 取扱内容
- 郵便、印紙、ゆうパック、内容証明
- 貯金、為替、振替、振込、国際送金、国債、投資信託
- 生命保険、バイク自賠責保険
- ゆうちょ銀行ATM
- 北九州市若松区内の一部地域（808-00**）の集配業務
- ゆうゆう窓口

## 周辺
- 北九州市若松区役所
- 産業医科大学若松病院 （旧北九州市立若松病院）

## アクセス
- JR筑豊本線 若松駅から徒歩約13分
- 北九州市営バス 若松郵便局前停留所下車
- 若戸渡船 若松渡場から徒歩約5分
- 若戸大橋（北九州高速2号線接続） 若戸大橋出入口からすぐ
- 国道495号沿い
- 駐車場あり：18台